# Perizoma constellata
Perizoma constellata är en fjärilsart som beskrevs av Paul Dognin 1913. Perizoma constellata ingår i släktet Perizoma och familjen mätare. Inga underarter finns listade i Catalogue of Life.